# Teinobasis laglaizei
Teinobasis laglaizei – gatunek ważki z rodziny łątkowatych (Coenagrionidae).